# Llangammarch Wells
Llangammarch Wells è un villaggio e località termale del Galles centrale, facente parte della contea del Powys (contea storica: Breconshire) e della parrocchia civile di Llangammarch (in gallese: Llangamarch) e situato ai piedi dei monti Mynydd Eppynt e alla confluenza dei fiumi Irfon e Cammarch. È la più piccola tra le località termali del Galles centrale.

## Geografia fisica

### Collocazione
Il villaggio di Llangammarch Wells si trova nella parte centro-orientale della contea di Powys, quasi al confine con la contea del Ceredigion , ed è situato a circa metà strada tra Llanwrtyd Wells e Builth Wells (rispettivamente ad est/nord-est della prima e ad ovest della seconda), a circa 25 km a  sud-ovest di Llandrindod Wells.

## Monumenti

### Chiesa di San Cadmarch
Principale momento del villaggio è la Chiesa di San Cadmarch, edificio classificato di secondo grado.
All'esterno della chiesa campeggia una scritta singolare, che riflette della vocazione agricola del villaggio: